# 맛있는 덫 - 정사
《맛있는 덫 - 정사》는 2015년에 개봉한 대한민국의 멜로 영화이다.

## 캐스팅
- 한수연 : 하현 역
- 노성균 : 상인 역
- 홍리 : 문자 역
- 유석환 : 동석 역
- 김명중 : 형태 역
- 김택석 : 식당주인 역
- 이호영 : 호프집직원 역
- 김지연 : 커플 1 역
- 김홍열 : 커플 2 역
- 박지연 : 종업원 역
- 이정희 : 여학생 1 역
- 조명희 : 여학생 2 역
- 이재영 : 진상남 역